# Oddone di Porhoët
Oddone, di Porhoët (in francese Eudon II de Porhoët; ... – dopo il 1180), è stato un nobile francese bretone, che fu conte di Porhoët dal 1142 circa fino alla sua morte e duca reggente di Bretagna dal 1148 al 1156.

## Origine
Oddone, secondo il Cartulaire générale du Morbihan, Tome I, era il figlio primogenito del Visconte di Porhoët, Goffredo ( † 1142): infatti, nel documento 214, sono citati come padre e figlio (Gaufredus vicecomes, filiusque eius Eudo) e della moglie, Havoise di cui non si conoscono gli ascendenti.
Goffredo di Porhoët era il figlio terzogenito del Visconte di Porhoët, Oddone I (dopo il † 1092) e di Emma di Léon.

## Biografia
Oddone viene citato, per la prima volta in un documento, nel 1130; il documento è il nº 214 del Cartulaire générale du Morbihan, Tome I, in cui il vescovo di Saint-Malo conferma la proprietà di una chiesa ai monaci di Saint-Martin de Josselin; documento che poi controfirmò assieme al padre, Goffredo.
Nel 1142, alla morte di suo padre, Goffredo, gli subentrò come visconte di Porhoët, assumendo il titolo di conte.
Nel 1148, secondo il Ex Chronico Britannico Altero, si sposò, in prime nozze, con Berta, che, secondo il Ex Chronico Britannico Altero, era figlia del duca di Bretagna, conte di Rennes e conte di Nantes, Conan III e della moglie (come conferma il monaco e cronista inglese, Orderico Vitale), Matilde FitzRoy ( † dopo il 1128), figlia illegittima del re d'Inghilterra e duca di Normandia, Enrico I Beauclerc, e di un'amante di cui non si conoscono né il nome né gli ascendenti.
Berta era al suo secondo matrimonio: infatti, secondo le Genealogia Comitum Richemundiæ post conquestum Angliæ, verso il 1137, Berta era stata data in moglie al primo conte di Richmond (sempre secondo le Genealogia Comitum Richemundiæ post conquestum Angliæ il re d'Inghilterra, Stefano di Blois aveva riconosciuto ad Alano III detto il Nero il titolo di conte), Alano III detto il Nero, che, sempre secondo la Genealogia Comitum Richemundiæ post conquestum Angliæ, era figlio del terzo conte di Penthièvre e terzo signore (lord) di Richmond, Stefano I senza citare la moglie di Stefano I: Havoise di Guingamp, di cui non conosciamo gli ascendenti. Havoise di Guingamp era la madre di Alano, come risulta sia dal documento nº 7 del The Honour of Richmond in cui la madre, Havoise (Haduissis comitisse) ed il figlio, controfirma una donazione del marito Stefano I che non può essere controfirmata da Alano, citato come figlio (Alanus vero qui in Anglia erat), che si trovava in Inghilterra, che dal documento nº 10 del The Honour of Richmond il conte Stefano, cita la moglie, Havoise ed i tre figli, tra cui Alano.
Berta era rientrata in Bretagna dopo la morte del primo marito, avvenuta, nel 1146, come confermano sia il Ex Chronico Britannico, che il Ex Chronico Ruyensis Cœnobii, riporta la morte di Alano ricordandolo come conte di Richmond (Alanus Niger Comes Richmundiae, moritur); ed infine anche il Ex Chronico Kemperlegiensis, ricorda Alano, conte di Richmond, come marito di Berta, in quanto genero del duca (di Bretagna, Conan III (Alanus Niger, comes Richmundiae, Conani Ducis gener).
Nello stesso anno del matrimonio di Oddone (1148), il padre di Berta, Conan III, morì, secondo il Ex Chronico Ruyensis Cœnobii, il 17 settembre.
Siccome il matrimonio con Matilde FitzRoy aveva riservato della amarezze a Conan III, secondo Orderico Vitale, quest'ultimo, prima di morire aveva dovuto pubblicamente disconoscere il suo unico figlio maschio legittimo, Hoel; anche il Ex Chronico Britannico Altero, ricorda che Conan rinnegò il proprio figlio e che in seguito a ciò iniziò un periodo di contrasti tra Hoel ed il cognato, Oddone II e la sorella, Berta, che ressero il ducato, per conto del figlio di Berta e Alano di Richmond, Conan I, ancora minorenne.
Il figlio di Berta, Conan IV, era duca titolare, ma era escluso dal governo del ducato, infatti Oddone, come si può vedere dai documenti delle Mémoires pour servir de preuves à l´histoire ecclésiastique et civile de Bretagne, Tome I, si firmava Oddone duca di Bretagna (Eudo Dei gratia Dux Britanniae).
Anche nel documento n° XLVI, di incerta datazione (1153/6), del Recueil d´actes inédites des ducs et princes de Bretagne, Oddone viene citato come duca di Bretagna (Eudo dux Britanniæ).
Nel 1156, Conan IV, riuscì a sconfiggere il patrigno ed entrare in possesso del ducato di Bretagna, infatti, da quell'anno, non Oddone, ma Conan figura come duca di Bretagna.
Oddone fu catturato e tenuto prigioniero da Raoul de Fougères.
Oddone rimase vedovo; non si conosce esattamente l'anno della morte di Berta, che venne citata come moglie di Oddone ancora in un documento del 1155; morì comunque prima del 1167, in quanto, in quell'anno, secondo la Chronique de Robert de Torigny, tome I, Oddone sposò, in seconde nozze, dopo essere rimasto vedovo, Giovanna (Eleonora) di Léon, figlia del visconte di Léon, Guiomaro.
Secondo il Ex Chronico Britannico Altero, Oddone, fu esiliato e, nel 1174, rientrò e recuperò i territori della sua contea di Porhoët.
Non si conosce l'anno esatto della morte di Oddone, ma dal documento redatto da un discendente di Oddone, nel 1213, si fa riferimento ad una donazione fatta nel 1180, dal suo avo, Oddone; da ciò si può dedurre che Oddone morì in quell'anno o dopo.

## Discendenza
Oddone da Berta ebbe tre figli:
- Goffredo ( † dopo il 1155), morto prima del padre
- Adelaide ( † dopo il 1220), badessa dell'Abbazia di Fontevrault[23]
- Alice, nota per il suo rapporto incestuoso col re d'Inghilterra Enrico II[24][25].

Oddone anche da Giovanna (Eleonora) ebbe tre figli:
- Oddone ( † 1231), che fu Oddone III di Porhoët ed è citato in due documenti. uno delle Mémoires pour servir de preuves à l´histoire ecclésiastique et civile de Bretagne, Tome I[26], ed il secondo del Cartulaire générale du Morbihan, Tome I[27].
- Hervé ( † dopo il 1184), citato col fratello nello stesso documento delle Mémoires pour servir de preuves à l´histoire ecclésiastique et civile de Bretagne, Tome I[26]
- Eleonora ( † dopo il 1243), che sposò Conan di Penthièvre, figlio del Conte di Tréguier e di Guingamp, Enrico, come ci conferma un documento delle Mémoires pour servir de preuves à l´histoire ecclésiastique et civile de Bretagne, Tome I, del 1219[28].

### Fonti primarie
- (LA)  Chronique de Robert de Torigny, Tome I.
- (LA)  Cartulaire générale du Morbihan, Tome I.
- (LA)  Recueil d´actes inédites des ducs et princes de Bretagne.
- (LA)  Ordericus Vitalis,  Historia Ecclesiastica, vol. II.
- (LA)  Rerum Gallicarum et Francicarum Scriptores, tomus XII.
- (LA)  Mémoires pour servir de preuves à l´histoire ecclésiastique et civile de Bretagne, Tome I.
- (LA)  Early Yorkshire Charters, IV.

### Letteratura storiografica
- Louis Halphen, "La Francia dell'XI secolo", cap. XXIV, vol. II (L'espansione islamica e la nascita dell'Europa feudale) della Storia del Mondo Medievale, 1999, pp. 770–806.
- William John Corbett, "L'evoluzione del ducato di Normandia e la conquista normanna dell'Inghilterra", cap. I, vol. VI (Declino dell'impero e del papato e sviluppo degli stati nazionali) della Storia del Mondo Medievale, 1999, pp. 5–55.
- William John Corbett, "Inghilterra 1087 - 1154", cap. II, vol. VI (Declino dell'impero e del papato e sviluppo degli stati nazionali) della Storia del Mondo Medievale, 1999, pp. 56–98.